# Lucia Scharbatke

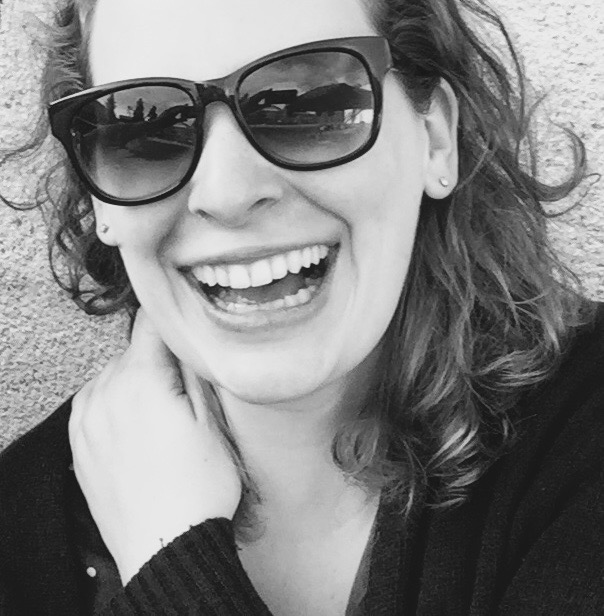
Lucia Scharbatke (2015)

Lucia Scharbatke (* 1982 in Fürth) ist eine deutsche Produzentin, Professorin für Film und Animation sowie Juristin.

## Leben
Lucia Scharbatke wuchs in Neustadt an der Aisch und Exeter auf. 2008 schloss sie ihr Studium der Rechtswissenschaften an der Universität Passau mit Diplom ab. Es folgte ein Studium der Produktion und Medienwirtschaft an der Hochschule für Fernsehen und Film München, welches sie 2013 mit Diplom abschloss.
Seit 2009 ist sie Geschäftsführerin und Produzentin bei der Kaamos Film, welche in den USA von Uncharted Territory, LLC repräsentiert wurde. Seit Frühjahr 2021 ist sie gemeinsam mit Oscar-Gewinner Volker Engel und Produzentin Gesa Engel Inhaberin und Geschäftsführerin der Uncharted Territory GmbH. Die von ihr produzierten Filme wurden national und international auf zahlreichen Festivals ausgezeichnet und liefen unter anderem auf Veranstaltungen wie Hofer Filmtage, Filmfestival Max Ophüls Preis, DOK.fest München, DOK Leipzig, Palm Springs International ShortFest und Hamptons International Film Festival.
2014 begannen die Dreharbeiten zum Kino-Dokumentarfilm Just Another Day In Paradise auf Fogo. Im November erlebte das Team den Vulkanausbruch auf Fogo und dokumentierte filmisch als einziges internationales Filmteam vor Ort die Zerstörung des Dorfes Portela.
Von Oktober 2015 bis September 2018 war Lucia Scharbatke als Produzentin und Director Productions (DP) für die Produktionsfirmen Trixter Productions und Trixter Pictures tätig. Von Oktober 2018 bis Mai 2022 war Lucia Scharbatke an der Technische Hochschule Nürnberg Georg Simon Ohm als Justiziarin für Hochschulrecht tätig. 
Seit Juni 2022 ist Lucia Scharbatke Professorin für Film & Animation an der Technischen Hochschule Nürnberg Georg Simon Ohm.
Lucia Scharbatke lebt in Nürnberg und Schwäbisch Gmünd.

## Filmografie (Auswahl)
- 2010: Schwester Dorothea (Dokumentarfilm) – Regie: Maya Reichert
- 2010: Life Is Easy (Kurzfilm) – Regie: Lennart Ruff, Buch: Maggie Peren
- 2011: Ich bin gerne Patriarch (Dokumentarfilm) – Regie und Buch: Lucia Scharbatke
- 2011: Die Invasion vom Planeten Schrump (Kurzfilm) – Regie und Buch: Nadine Keil
- 2012: Gefallen (Kurzfilm) – Regie und Buch: Christoph Schuler
- 2013: Sobota (Dokumentarfilm) – Regie und Buch: Marie Elisa Scheidt
- 2014: Give Love a Chance (Spot) – Regie und Buch: Christoph Schuler
- 2014: First Date (Kurzfilm) – Regie und Buch: Christoph Schuler
- 2015: Über Bilder (Dokumentarfilm) – Regie und Buch: Heiner Stadler
- 2016: Peep And The Paperplane (Animationsfilm) – Regie und Buch: Christoph Englert
- 2017: Rouff (Animationsfilm) – Regie und Buch: Wildboar
- 2017 Our Wildest Dreams (Dokumentarfilm) – Regie und Buch Marie Elisa Scheidt
- 2017 Hexe Lilli 3 – Lilli rettet Weihnachten[6] – Regie: Wolfgang Groos
- 2019 Just Another Day In Paradise[7] – Tanz auf dem Vulkan (Dokumentarfilm) –  Regie Maya Reichert

## Auszeichnungen (Auswahl)
- Best Drama und Best Short DragonCon 2011 für Die Invasion vom Planeten Schrump
- Best Foreign Drama International Family Festival LA 2012 für Die Invasion vom Planeten Schrump
- Student Award Hamptons International Film Festival 2012 für Gefallen
- Jury Award Stony Brook 2014, Publikumspreis Landshuter Kurzfilmfestival 2012 für Gefallen
- Bester Dokumentarfilm Landshuter Kurzfilmfestival 2014 für Sobota
- FFF-Nachwuchspreis Regensburger Kurzfilmwoche 2014 für Sobota
- Audience Award (Silber) beim Spotlight-Festival 2014 für Give Love a Chance
- Bester Spot kurz & schön 2014 für Give Love a Chance
- Audience Award Czech Television ZLIN Film Festival 2017 für Peep and the Paperplane
- Grand Prize Best Children`s Animation Rhode Island International Film 2017 Festival für Rouff
- Grand Prize Best Cinematography Rhode Island International Film Festival 2017 für Our Wildest Dreams